# Sophonisba Breckinridge
Sophonisba Breckinridge   (Lexington, 1 d'abril de 1866 - Chicago, 30 de juliol de 1948) Sophonisba Preston Breckinridge fou una advocada, escriptora i activista estatunidenca que destacà com a reformadora social, científica i innovadora en educació superior.
Formà part de la Lliga Internacional de Dones per la Pau i la Llibertat.

## Obra

### Algunes publicacions
- The Delinquent Child and the Home, 1912 (amb Edith Abbott)
- Public Welfare Administration, 1927
- Women in the Twentieth Century, 1933
- The Family and the State, 1934
- The Wage-earning Woman and the State: a reply to Miss Minnie Bronson (1910)[3]
- Papers presented at the conferences held during the Chicago Child Welfare Exhibit, The Child in the City (Nova York, Amo Press, 1970 - reimprés de l'edició del 1912)
- Truancy and Senar-Attendance in the Chicago Schools: a study of the social aspects of the compulsory education and child labor legislation of Illinois (1917)
- Madeline McDowell Breckinridge: a Leader in the New South. Chicago, Illinois: The University of Chicago Press, 1921.
- Family Welfare Work in the Metropolitan Community: selected case records (1924)
- Public Welfare Administration in the United States, select documents (1927)
- The Illinois adoption law and its administration (1928)
- The Ohio poor law and its administration ... and appendixes with selected decisions of the Ohio Supreme Court (1934)
- Public welfare administration, with special reference to the organization of state departments; outline and bibliography; supplementary to Public welfare administration in the United states: select documents (1934)
- Social work and the courts; select statutes and judicial decisions (1934)
- The development of poor relief legislation in Kansas, by Grace A. Browning... and appendixes with court decisions edited by Sophonisba P. Breckinridge (1935)
- The Michigan poor law: its development and administration with special reference to state provision for medical care of the indigent / per Isabel Campbell Bruce i Edith Eickhoff, editada amb una nota introductòria i decisions judicials seleccionades per Sophonisba P. Breckinridge (1936)
- Indiana poor law; its development and administration, with special reference to the provisions of state care for the sick poor (1936)
- The Tenements of Chicago, 1908–1935 (Nova York: Arno Press, 1970; reimpressió de l'edició del 1936)
- The illegitimate child in Illinois, by Dorothy Frances Puttee ... and Mary Ruth Colby ... edició de Sophonisba P. Breckinridge (1937)
- State administration of child welfare in Illinois (1937)
- The Illinois poor law and its administration (1939)
- The Stepfather in the Family (1940)